# Бурковецька сільська рада (Чуднівський район)
| Бурковецька сільська рада — колишня адміністративно-територіальна одиниця та орган місцевого самоврядування у Янушпільському, Бердичівському, Любарському і Чуднівському районах Житомирської, Бердичівської округ, Вінницької й Житомирської областей УРСР та України з адміністративним центром у с. Бурківці. Сільській раді були підпорядковані населені пункти: - с. Бурківці - с. Лихосілка |

## Населення
Кількість населення ради, станом на 1923 рік, становила 2 391 особу, кількість дворів — 531.
Відповідно до перепису населення СРСР, на 17 грудня 1926 року чисельність населення ради становила 1 715 осіб, з них за статтю: чоловіків — 810, жінок — 905; за етнічним складом: українців — 1 637, євреїв — 16, поляків — 62. Кількість домогосподарств — 410, з них, несільського типу — 2.
Відповідно до результатів перепису населення 1989 року, кількість населення ради, станом на 12 січня 1989 року, складала 991 особу.
Станом на 5 грудня 2001 року, відповідно до перепису населення України, кількість мешканців сільської ради складала 904 особи.

## Склад ради
Рада складалася з 12 депутатів та голови.

## Керівний склад сільської ради
| ПІБ                 | Основні відомості                                                                      | Дата обрання | Дата звільнення |
| ------------------- | -------------------------------------------------------------------------------------- | ------------ | --------------- |
| Юрчук Ніна Іванівна | Сільський голова, 1960 року народження, освіта, Всеукраїнське об'єднання 'Батьківщина' | 26.03.2006   | 31.10.2010      |
| Юрчук Ніна Іванівна | Сільський голова, 1960 року народження, освіта вища, позапартійна                      | 31.10.2010   |                 |

Примітка: таблиця складена за даними джерела

## Історія
Утворена в 1923 році в складі сіл Бурківці та Лихосілка Краснопільської волості Полонського повіту Волинської губернії. З 26 червня 1926 року до 11 серпня 1954 с. Лихосілка входило до складу Лихосільської сільської ради Янушпільського району.
Відповідно до інформації довідника «Українська РСР. Адміністративно-територіальний поділ», станом на 1 вересня 1946 року сільрада входила до складу Янушпільського району Житомирської області, на обліку в раді перебувало с. Бурківці.
Станом на 1 січня 1972 року сільська рада входила до складу Чуднівського району Житомирської області, на обліку в раді перебували села Бурківці та Лихосілка.
У 2020 році, відповідно до розпорядження Кабінету Міністрів України № 711-р від 12 червня 2020 року «Про визначення адміністративних центрів та затвердження територій територіальних громад Житомирської області», територію та населені пункти ради було включено до складу Краснопільської сільської територіальної громади Бердичівського району Житомирської області.
Входила до складу Янушпільського (7.03.1923 р.), Чуднівського (28.11.1957 р., 8.12.1966 р.), Бердичівського (30.12.1962 р.) та Любарського (4.01.1965 р.) районів.